# Kent Steffes
Kent Steffes (Ann Arbor, 23 giugno 1968) è un ex giocatore di beach volley statunitense, vincitore della medaglia d'oro olimpica ad Atlanta 1996 insieme a Karch Kiraly.

## Palmarès

### Giochi olimpici
- 1 medaglia:
  - 1 oro (Atlanta 1996)

### Mondiali
- 1 medaglia:
  - 1 bronzo (Los Angeles 1997)